# 니드 포 스피드: 페이백
《니드 포 스피드 페이백》(Need for Speed Payback)은 마이크로소프트 윈도우, 플레이스테이션 4, 엑스박스 원용으로 고스트 게임스가 개발하고 일렉트로닉 아츠가 배급한 레이싱 게임이다. 니드 포 스피드 시리즈의 23번째 게임이다. 이 게임은 2017년 6월 2일 트레일러와 함께 공개되었으며 2017년 11월 10일 전 세계에 출시되었다.

## 게임플레이
니드 포 스피드 페이백은 라스베이거스의 가공 버전인 포춘 밸리의 오픈 월드 환경을 배경으로 한 레이싱 게임이다. 액션 드라이빙에 초점을 두고 있으며 플레이 가능한 3명의 캐릭터들은 각자 자신들만의 스킬을 가지고 함께 시퀀스같은 액션 영화를 성사시킨다. 이전 게임과 대조적으로 24시간 밤낮 주기 방식을 제공한다. 2015년 니드 포 스피드 리부트와 달리 페이백은 오프라인 싱글 플레이어 모드를 포함하고 있다.
니드 포 스피드: 페이백은 다운로드 가능 콘텐츠와 더불어 총 74개의 차량을 제공한다. 토요타, Scion, 페라리는 이 라이선스 문제로 게임에 포함되지 않는다. 그러나 게임에 스바루 BRZ가 등장한다. 애스턴 마틴, 아우디, 뷰익, 재규어, 코닉세그, 랜드로버, 머큐리, 미니, Pagani, Plymouth는 2015년 게임에 없다가 귀환했으며 알파 로메오, 인피니티, 미니, 폰티액은 다운로드 가능 콘텐츠를 통해 추가되었다.

## 평가
리뷰 애그리게이터 메타크리틱에 따르면 니드 포 스피드 페이백은 비평가들로부터 엇갈린 평가를 받았다.